# 五禮通考
《五禮通考》是一部清代禮學大作，共二百六十二卷，秦蕙田撰。
雍正二年（1724年），秦蕙田與同鄉好友顾栋高、吴鼎、龚灿、吴鼐、蔡德晋诸人成立讀經會，隨讀隨記，前後堅持十餘年。乾隆十二年（1747年）五月，秦氏丁憂在家，依徐乾學《讀禮通考》體例，開始撰寫《五禮通考》。以吉、嘉、賓、軍、凶等五部分，並大量徵引《十三经注疏》、《二十四史》、《通典》，編次為書。乾隆十七年壬申（1752年），《五礼通考》初稿垂成，由顾栋高作序。乾隆十八年癸酉（1753年），八月，蒋汾功序《五礼通考》。乾隆十九年（1754年），《五礼通考》已積稿二百余卷，乾隆二十二年（1757年），再邀钱大昕助纂。其他如王鸣盛、王昶、戴震、吴玉搢诸人，亦曾参与其间之校订。乾隆二十六年（1761年）冬，《五礼通考》書成，由秦氏《自序》，共歷時三十八年。是年九月九日巳时，秦氏卒於沧州。